# Altstadtstraße 11 (Eppingen)

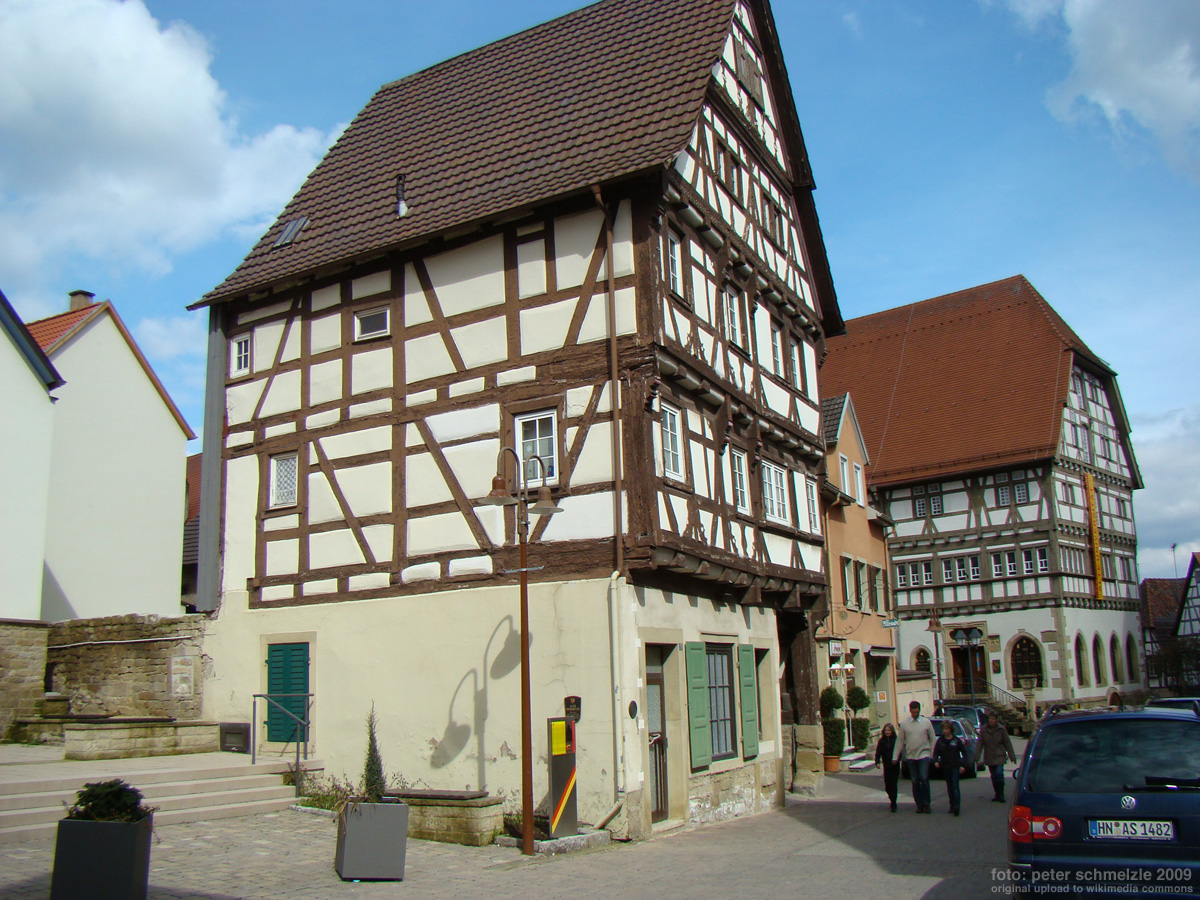
Fachwerkhaus Altstadtstraße 11 in Eppingen

Das Haus Altstadtstraße 11 in Eppingen, einer Stadt im Landkreis Heilbronn im nördlichen Baden-Württemberg, ist ein Ende des 16. Jahrhunderts errichtetes Fachwerkhaus im Kraichgau. Das Gebäude in der Altstadtstraße ist als Kulturdenkmal geschützt.

## Beschreibung
Der Bau des Hauses wird um 1560/70 datiert. Die auf Gratstichbalken stehenden Eckständer sind noch Zeichen des oberdeutschen Einflusses, während die Verstrebungsformen mit kräftigen Hölzern die Herausbildung fränkischer Eigenarten zeigen. Dazu gehören der Fränkische Mann, kleine Fußstreben oder Fußknaggen unter den Fenstern und Kopfknaggen mit Kehlungen und ausgeputzten Augen. Das Haus besitzt neben dem gemauerten Erdgeschoss zwei Fachwerkstöcke und zwei Giebelstöcke. Alle Stockwerke des straßenseitigen Giebels stehen über.